# Vitas
Vitalij „Vitalik“ Vladasovič Gračov, rusky Виталий Владасович Грачёв (* 19. února 1979 Daugavpils, Lotyšská SSR), známý pod jménem Vitas, je ruský zpěvák. Jeho hudbu je obtížné kategorizovat, obsahuje prvky techna, dance, klasické a jazzové hudby.
Známý díky jeho vysokému hlasu (falzetu), díky jemuž dostal v Číně přezdívku Princ delfíního hlasu. Jeho song z roku 2000, Opera No. 2, se rozšířil na internetu. Navrhuje si vlastní kostýmy, které si bere na pódium.
Vitas je znám v ruské televizi, od roku 2005 se rozšířil i na asijské trhy (hlavně Čína). Do roku 2006 objel turné v Rusku, USA, Číně, Německu, Kazachstánu, Izraeli a v pobaltských státech. Hrál také v čínském filmu Mulan, ke kterému přispěl svým soundtrackem. V roce 2011 měl tour v sedmi největších městech Severní Ameriky.
V roce 2006 se potají oženil se Světlanou Gračjovou. V roce 2008 se jim narodila dcera, byla pojmenována Alla. V roce 2015 se jim narodilo druhé dítě, syn Maxim.